# پرواز عشق
پرواز عشق نام یک آلبوم موسیقی با نوازندگی تار محمدرضا لطفی و تنبک ناصر فرهنگ‌فر می‌باشد. این آلبوم حاصل ضبط اجرای خصوصی در تابستان سال ۱۳۶۳ است. که بعد از درگذشت استاد فرهنگ‌فر بعنوان یادوارهٔ ایشان منتشر شد.

## فهرست آهنگ‌ها
دو تراک (سه‌گاه-آواز بیات اصفهان)